# Баштовая, Наталья Григорьевна
Наталья Григорьевна Баштовая (1915 — ?) — звеньевая зернового совхоза «Староминский» Староминского района Краснодарского края, Герой Социалистического Труда (11.02.1949).
Родилась в 1915 году в станице Староминской Краснодарского края.
После окончания семилетней школы работала в Кущёвском зерносовхозе, с 1934 года — в выделившемся из него совхозе «Староминский».
В 1948 году возглавляемое ею полеводческое звено получило урожайность пшеницы 32,5 центнера с гектара на площади 20 га при выполнении совхозом плана сдачи государству сельскохозяйственных продуктов и обеспеченности семенами всех культур в размере полной потребности для весеннего сева 1949 года. Звено вручную производило посев, боронование, прополку, уборку зерна и соломы.
За это достижение Указ Президиума Верховного Совета СССР «О присвоении звания Героя Социалистического Труда работникам совхозов Министерства совхозов СССР по Краснодарскому краю» от 11 февраля 1949 года, № 181/25 присвоено звание Героя Социалистического Труда с вручением ордена Ленина и золотой медали «Серп и Молот».
С конца 1940-х годов жила в посёлке Первомайский. Умерла и похоронена там же.